# Teobaldo (cardinal)
Teobaldo (mort v. 1124)  est un cardinal  de l'Église catholique du XIIe siècle, nommé par le pape Pascal II.

## Biographie
Le pape Pascal II le crée cardinal lors du consistoire de 1117. Teobaldo participe à l'élection du pape Gélase II en 1118 et à l'élection du pape Honoré II en 1124. 